# 汉口美最时洋行大楼
汉口美最时洋行大楼，因一度作为鲍罗廷的住宅因此又称鲍罗廷公馆，部分文献中称捷臣洋行，是一处近代洋行建筑，位于中华人民共和国湖北省武汉市江岸区一元路2号。该建筑由美最时洋行出资建设。现建筑由武汉市人民政府使用，且为武汉市文物保护单位。

## 历史
1884年美最时洋行的业务拓展至汉口，此后又在汉口开展鸡蛋生产、电灯等业务。初期该建筑并非属于美最时洋行，而是由捷臣洋行在1906年建造。此后的建筑流转情况不明。第一次世界大战期间美最时洋行一度停止业务，战后恢复营业。国民革命军北伐后，该建筑一度拨给鲍罗廷居住。此后又一直为美最时洋行使用直至抗日战争爆发。
1949年后由武汉市政府接收，一度作为武汉市卫生局使用，现位于武汉市人民政府大院。

## 建筑概述
建筑为5层钢筋混凝土结构建筑，整体呈古典主义风格，局部有巴洛克风格，地上4层，地下1层，建筑由汉协盛营造厂负责建造。大楼底层由麻石砌筑，其上由麻石装饰表面，最上为红瓦屋顶。主入口在一元路一侧，门前设台阶直通1层，以上为贯达两层的罗马柱。

## 建筑保护
1993年7月28日，建筑以“美最时洋行”的名义被武汉市人民政府列为第一批武汉市优秀历史建筑。1998年5月27日，大楼以“汉口美最时洋行大楼”的名义被武汉市人民政府列为第四批武汉市文物保护单位。
大楼作为文物的保护范围：汉口电话局旧址与汉口西门子洋行旧址实行联体保护，东至西门子洋行旧址东侧以外20米，南、西至相邻规划道路红线，北至合作路南侧规划道路红线。
大楼作为文物的建设控制地带：汉口电话局旧址、汉口西门子洋行旧址与汉口水塔、盐业银行大楼、美最时洋行大楼实行联体控制，东至中山大道东侧规划道路红线以东60米，南至前进五路，西至中山大道西侧规划道路红线以西50米，北至一元路。